# Luvi

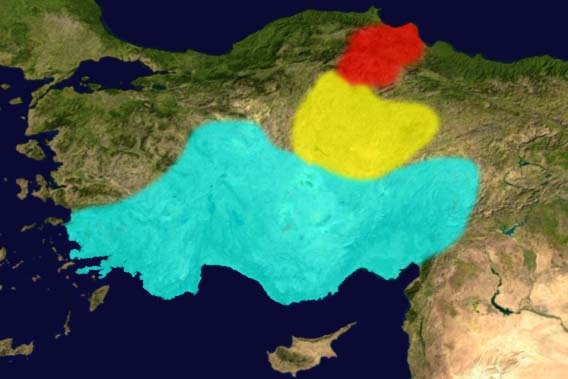
Ubicazione dei Luvi (in azzurro) nel II millennio a.C. (in giallo, gli Ittiti; in rosso, i Palaici).

I Luvi furono un popolo indoeuropeo del ramo anatolico, caratterizzato dall'uso della lingua luvia e storicamente stanziato nella parte centro-meridionale dell'Anatolia (II millennio a.C.).
Dopo la caduta dell'Impero ittita la parte orientale del regno ritornò a essere frammentato in numerose città-Stato e principati indipendenti, noti soprattutto grazie a fonti assire: Kummuhi (la Commagene di epoca classica), Milid (Militene), Tabal (Tubal nella Bibbia), Tiantis sul Tauro. Queste città raccolsero i profughi in fuga dal nucleo dell'Impero ittita dopo che questi cadde, a opera dei Popoli del Mare e dei Frigi, nel XII secolo a.C.; i nomi dei sovrani che sono stati tramandati fino a noi (Sapalulme, Katuzili, Mutallu, Lubarna) attestano una continuità, per lo meno onomastica, con i sovrani ittiti.
Nelle varie città luvie sono state rinvenute testimonianze scritte della loro lingua, il luvio, redatte in un'originale scrittura geroglifica, raro caso di scrittura elaborata autonomamente da un popolo indoeuropeo. Tale lingua è attestata anche nella regione di Arzawa, da alcuni identificata con la Troia omerica nonostante Arzawa si collocasse piuttosto nell'Anatolia sud-orientale, anziché nella porzione nord-occidentale.